# Alonso Marí Calbet
Alonso Marí Calbet (Eivissa, 1940 - Ibidem., 9 d'abril de 2019) fou un advocat, empresari i polític eivissenc, germà d'Antoni Marí Calbet.

## Trajectòria política
Va començar a estudiar Dret a la Universitat de València en 1957 i va acabar la carrera a la Universitat de Barcelona en 1963. Durant un any va estar a Madrid preparant oposicions per al Cos d'Advocats de l'Estat. Ha estat Fiscal Comarcal substitut d'Eivissa, president del Consell d'Administració d'un holding de 21 empreses, president del Foment de Turisme d'Eivissa i Formentera i de l'Associació d'Agències de Viatges. En 1964 va construir el seu primer hotel, Es Canar Platja, amb Abel Matutes Juan com a soci.
Fou president del Club Liberal d'Eivissa i membre del Comitè Executiu del Partit Demòcrata Liberal, vicepresident de l'Assemblea de Partits Polítics d'Eivissa i Formentera, membre de la Plataforma d'Organismes Democràtics i de la Comissió de Juristes que va redactar l'Estatut d'Autonomia de les Illes Balears de 1983. A les eleccions generals espanyoles de 1986 i 1989 fou escollit senador per Eivissa i Formentera per Coalició Popular, on ha estat vicepresident segon de la Comissió d'Indústria, Comerç i Turisme del Senat i a les eleccions al Parlament de les Illes Balears de 1983 fou elegit diputat. Posteriorment va ser president de la cadena d'hotels Insotel. El grup d'empreses Alonso Marí ofereix prop de 8.000 llits i 2.500 habitacions a les Illes Balears, és present a les quatre illes i dona ocupació a 2.000 persones en temporada alta. El 2014 va rebre el Premi Posidonia de la Cambra de Comerç d'Eivissa i Formentera.